# Saunders Rock
La Saunders Rock (in lingua inglese: Roccia Saunders) è uno spuntone roccioso situata 6 km a nordovest del Feeley Peak, tra il Ghiacciaio Davisville e il Ghiacciaio Quonset, nel settore settentrionale del Wisconsin Range della catena dei Monti Horlick, nei Monti Transantartici, in Antartide.
Lo spuntone è stato mappato dall'United States Geological Survey (USGS) sulla base di rilevazioni e foto aeree scattate dalla U.S. Navy nel periodo 1960-64.
La denominazione è stata assegnata dall'Advisory Committee on Antarctic Names (US-ACAN), in onore di John T. Saunders, tecnico elettronico che faceva parte del gruppo che ha trascorso l'inverno del 1960 presso la Stazione Byrd.